# Брест-Бретань (аеропорт)
Аеропорт Брест-Бретань  (фр. Aéroport de Brest Bretagne) (IATA: BES, ICAO: LFRB) — міжнародний аеропорт, що обслуговує місто Брест (Франція). Аеропорт знаходиться у кантоні Гіпава, за 10,2 км NW від Бреста, y департаменті Фіністер. Є найбільшим аеропортом Бретані.

## Термінал
В 2007 році було відкрито повністю нову будівлю терміналу, побудовану у сучасному стилі. Новий термінал розрахований на приймання від 1,4 до 1,7 млн пасажирів на рік і відповідає всім сучасним нормам безпеки. Будівля терміналу — двоповерхова: на першому поверсі розташовуються служби аеропорту і зона реєстрації на рейс, на другому — зона посадки.

## Авіалінії та напрямки, січень 2020
| Авіакомпанія     | Пункт призначення                                                     |
| ---------------- | --------------------------------------------------------------------- |
| Aegean Airlines  | Сезонний: Іракліон                                                    |
| Air France       | Амстердам, Париж-Шарль де Голль, Париж-Орлі                           |
| Chalair Aviation | Бордо, Кан                                                            |
| easyJet          | Ліон                                                                  |
| Finist'air       | Уессан                                                                |
| Flybe            | Сезонний: Бірмінгем, Саутгемптон                                      |
| HOP!             | Ліон, Ніцца Сезонний: Марсель                                         |
| Ryanair          | Фес, Лондон-Саутенд, Марсель                                          |
| TUI fly Belgium  | Тулон Сезонний: Агадір, Марракеш Сезонний чартер: Корфу               |
| Twin Jet         | Лілль                                                                 |
| Volotea          | Сезонний: Аяччо, Бастія, Фігарі, Монпельє, Тулуза, Пальма-де-Мальорка |
| Vueling          | Сезонний: Барселона                                                   |

## Статистика[3]
| Рік  | Пасажирообіг | Зміна  |
| ---- | ------------ | ------ |
| 1997 | 614,023      |        |
| 1998 | 661,523      | ▲ 7.7% |
| 1999 | 719,014      | ▲ 8.7% |
| 2000 | 748,060      | ▲ 4.0% |
| 2001 | 719,774      | ▼ 3.8% |
| 2002 | 739,843      | ▲ 2.8% |
| 2003 | 704,237      | ▼ 4.8% |
| 2004 | 700,170      | ▼ 0.6% |
| 2005 | 775,079      | ▲10.7% |
| 2006 | 817,456      | ▲ 5.5% |
| 2007 | 850,433      | ▲ 4.0% |
| 2008 | 874,747      | ▲ 2.9% |
| 2009 | 881,500      | ▲ 0.8% |
| 2010 | 919,404      | ▲ 4.8% |
| 2011 | 990,927      | ▲ 7.8% |
| 2012 | 1,070,461    | ▲ 8.0% |
| 2013 | 1,003,836    | ▼ 6.2% |
| 2014 | 998,393      | ▼ 0.5% |
| 2015 | 1,000,192    | ▲ 0.2% |
| 2017 | 1,046,581    | ▲ 3.5% |